# Hartlaubius
Hartlaubius is een geslacht van zangvogels uit de familie  spreeuwen (Sturnidae). Er is één soort:
- Hartlaubius auratus  –  Madagaskarspreeuw